# Erythrocera ruralis
Erythrocera ruralis är en tvåvingeart som beskrevs av Robineau-desvoidy 1863. Erythrocera ruralis ingår i släktet Erythrocera och familjen parasitflugor.
Artens utbredningsområde är Frankrike. Inga underarter finns listade i Catalogue of Life.